# Андреєво-Палики
Андреєво-Палики (рос. Андреево-Палики) — присілок в Людиновському районі Калузької області Російської Федерації.
Населення становить 8 осіб. Входить до складу муніципального утворення Село Букань.

## Історія
Від 2004 року входить до складу муніципального утворення Село Букань.

## Населення
| 2002 | 2010 |
| ---- | ---- |
| 11   | ↘8   |